# Батагове (селище)
Батагове (рос. Батагово) — селище в Брянському районі Брянської області Російської Федерації.
Населення становить 380 осіб. Входить до складу муніципального утворення Стекляннорадицьке сільське поселення.

## Історія
Від 2005 року входить до складу муніципального утворення Стекляннорадицьке сільське поселення.

## Населення
| 2010 | 2013 |
| ---- | ---- |
| 380  | →380 |